# Björn Wirdheim
Björn Wirdheim (ur. 4 kwietnia 1980 roku w Växjö) – szwedzki kierowca wyścigowy.

## Kariera
Björn Wirdheim jest synem szwedzkiego kierowcy wyścigowego, Örnulfa Wirdheima. Karierę rozpoczął on w kartingu, gdy miał 10 lat. W wieku 15 lat zdobył tytuł Kartingowego Mistrza Południowej Szwecji. W wieku 16 lat zadebiutował w Szwedzkiej Formule Ford 1600 Junior. W 1997 roku z 17 zwycięstwami zdobył w tej serii tytuł mistrzowski. W latach 1998–1999 startował w Formule Palmer Audi, ale starty w niej nie były dla Wirdheima udane (jedynie dwa miejsca na podium w ciągu dwóch lat). Lata 2000–2001 to starty w Niemieckiej Formule 3 (bez większych sukcesów).
W latach 2002-2003 startował w Formule 3000. Pierwszy sezon był dla Szweda udany (wywalczył pierwsze zwycięstwo na Monzy) i w barwach zespołu Arden zajął w klasyfikacji ogólnej czwarte miejsce. Sezon 2003 był jeszcze bardziej udany. W barwach tego samego zespołu Wirdheim wywalczył 3 zwycięstwa oraz sześć drugich miejsc, dzięki czemu zdobył 78 punktów i pewnie triumfował w klasyfikacji generalnej, będąc zarazem pierwszym szwedzkim kierowcą z tytułem w Formule 3000.
Pod koniec roku 2003 Wirdheim był trzecim kierowcą zespołu Formuły 1 Jordan, a w sezonie 2004 w całym sezonie był trzecim kierowcą Jaguara w tej samej serii, jednakże mimo to Szwed nigdy nie zadebiutował w Formule 1. W roku 2005 Wirdheim startował w serii Champ Car dla zespołu HVM Racing, ale starty te były nieudane (14. miejsce ze 115 punktami w klasyfikacji po sezonie). W latach 2006–2007 Wirdheim startował w Formule Nippon w barwach zespołu Dandelion Racing (w roku 2006 zdobył na koniec sezonu szóste, a w 2007 – dziewiąte miejsce w klasyfikacji generalnej). W roku 2007 zadebiutował w serii Super GT, w tej serii jeździł również w sezonie 2008, ale bez większych sukcesów.